# گیلبرت (آیووا)
گیلبرت (به انگلیسی: Gilbert) شهری در ایالت آیووا کشور ایالات متحده آمریکا است که جمعیت آن در سرشماری سال ۲۰۱۰ میلادی، ۱٬۰۸۲ نفر بوده‌است.